# Чемпионат России по лыжным гонкам 2014
Чемпионат России по лыжным гонкам 2014 проводится Федерацией Лыжных Гонок России с 22 по 30 марта 2014 года в Тюмени на ОЦЗВС «Жемчужина Сибири».
12 апреля 2014 года в Апатитах прошла женская гонка на 50 км, 13 апреля в Мончегорске — мужская гонка на 70 км.

## Результаты[1]

### Мужчины
| Дисциплина                          | Дата      | Золото                                                                       | Серебро                                                                          | Бронза                                                            |
| 15 км классическим стилем           | 22 марта  | / Владислав Скобелев Кировская область/ХМАО — Югра                           | Станислав Волженцев Республика Коми                                              | Андрей Феллер Красноярский край                                   |
| Спринт классическим стилем          | 23 марта  | Ермил Вокуев Республика Коми                                                 | Станислав Волженцев Республика Коми                                              | Евгений Белов Тюменская область                                   |
| Скиатлон 30 км                      | 25 марта  | Станислав Волженцев Республика Коми                                          | Андрей Ларьков Татарстан                                                         | Константин Главатских Удмуртия                                    |
| Командный спринт свободным стилем   | 27 марта  | Тюменская область Евгений Белов Глеб Ретивых                                 | Удмуртия Роман Тарасов Кирилл Вичужанин                                          | ХМАО — Югра Сергей Турышев Сергей Устюгов                         |
| Эстафета 4х10 км                    | 28 марта  | ХМАО — Югра Сергей Турышев Евгений Дементьев Александр Легков Сергей Устюгов | Удмуртия Дмитрий Япаров Александр Уткин Ильшат Нигматуллин Константин Главатских | Коми Илья Семиков Станислав Волженцев Андрей Малафиев Антон Зюзев |
| 50 км свободным стилем, масстарт    | 30 марта  | Константин Главатских Удмуртия                                               | Андрей Ларьков Татарстан                                                         | Николай Хохряков Удмуртия                                         |
| 70 км классическим стилем, масстарт | 13 апреля | Константин Главатских Удмуртия                                               | Александр Уткин Удмуртия                                                         | / Рауль Шакирзянов Мордовия/Пермский край                         |

### Женщины
| Дисциплина                          | Дата      | Золото                                                                                 | Серебро                                                                                | Бронза                                                                          |
| 10 км классическим стилем           | 22 марта  | Юлия Иванова Коми                                                                      | Светлана Николаева Архангельская область                                               | Оксана Усатова Тюменская область                                                |
| Спринт классическим стилем          | 23 марта  | Дарья Годованиченко Тюменская область                                                  | Юлия Белорукова Коми                                                                   | Наталья Матвеева Рязанская область                                              |
| Скиатлон 15 км                      | 25 марта  | Наталья Жукова Татарстан                                                               | Мария Гущина ХМАО — Югра                                                               | Марина Черноусова Новосибирская область                                         |
| Командный спринт свободным стилем   | 27 марта  | Удмуртия Ольга Сергеева Лилия Васильева                                                | Москва Мария Давыденкова Юлия Романова                                                 | Новосибирская область Марина Черноусова Елена Соболева                          |
| Эстафета 4х5 км                     | 28 марта  | Тюменская область Дарья Годованиченко Оксана Усатова Ольга Щучкина Наталья Коростелёва | Сибирский ФО Алиса Жамбалова Надежда Шуняева Александра Алексешникова Виктория Каркина | Московская область Юлия Тихонова Ольга Кузюкова Наталья Непряева Наталья Ильина |
| 30 км свободным стилем, масстарт    | 30 марта  | Мария Гущина ХМАО — Югра                                                               | Юлия Иванова Коми                                                                      | Марина Черноусова Новосибирская область                                         |
| 50 км классическим стилем, масстарт | 12 апреля | Юлия Иванова Коми                                                                      | Виктория Мелина Коми                                                                   | Оксана Усатова Тюменская область                                                |